# Charles Belhague
 (mai 2021).
Si vous disposez d'ouvrages ou d'articles de référence ou si vous connaissez des sites web de qualité traitant du thème abordé ici, merci de compléter l'article en donnant les références utiles à sa vérifiabilité et en les liant à la section « Notes et références ».
Charles Belhague, né le 6 juillet 1871 à Villeneuve-Saint-Georges et mort le 25 mai 1942 à Neuilly-sur-Seine, est un général français, grand-croix de la Légion d'honneur et médaillé militaire. 
Il est inspecteur général du génie pendant l'entre-deux-guerres et à ce titre préside la Commission d'organisation des régions fortifiées qui conçut la ligne Maginot.

## Biographie
Charles Belhague est né à Villeneuve-Saint-Georges (alors dans le département de Seine-et-Oise) d'un père marchand boucher.

### Début de carrière militaire
Engagé volontaire et polytechnicien le 21 octobre 1890.
Il sort de l'École d'application de l'artillerie et du Génie le 1er octobre 1894 avec le grade de lieutenant. Il rejoint le 6e régiment du Génie d'Angers et reçoit des félicitations pour les services rendus lors de la revue du Tsar en 1896. Puis il embarque pour Madagascar en 1897 ; en 1899, il est promu au grade de capitaine, et est affecté hors cadre à l'état-major d'occupation de l'île. En 1900, il est rapatrié pour fin de séjour. Ensuite il embarque la même année pour la Chine pour être employé aux travaux de débarquement jusqu'au 17 décembre durant la campagne contre les Boxers. Pendant son séjour, il est employé tour à tour à Pékin, à la construction de la voie ferrée de Hon Kon Kiao[Où ?], à Pékin, puis en mission vers le Yang Tsé. Il quitte la Chine en 1901. De retour en France, la tête pleine de souvenirs, il reste en congé pendant trois mois, et occupe plusieurs postes moins intéressants que ceux qu'il avait connus. Muté en 1902, il devient professeur adjoint de fortification. Il passe au cadre de cette école en 1903. Promu chef de bataillon en 1909, sa carrière se déroule, depuis quelque temps déjà, au sein des états-majors et de l'École supérieure de guerre. La Première Guerre mondiale mettra fin à ces fonctions.

### Première Guerre mondiale
Au 1er août, il rejoint l'état-major de l'armée. Lieutenant-colonel en 1915, il est sous-chef d'état-major de la 1re armée à la veille de l'offensive de la Woëvre. Le 8 octobre 1916, l'armée l'écarte de son arme d'origine et le nomme à la tête du 162e régiment d'infanterie engagé dans la Bataille de la Somme. Il y est bien noté malgré les pertes énormes subies par les alliés : « Bien que commandant le 162e régiment d'infanterie depuis cinq jours au moment de sa montée en ligne, il a su obtenir de ses troupes un rendement maximum pendant la fatigante période de 17 jours en ligne. Par son activité inlassable, son énergie et le courage froid avec lequel il s'occupait des moindres détails, est arrivé à faire construire par ses unités fatiguées une parallèle de départ pour l'attaque du 1er novembre 1916. » Il est nommé sous-chef d'état-major du général adjoint au commandant en chef en 1917. Le 18 avril 1917, il est blessé d'un éclat d'obus et passe chef d'état-major, promu colonel. Le 10 novembre 1918, il reçoit le commandement par intérim de l'infanterie du 30e corps d'armée.

### Entre-deux-guerres
En 1919, il commande l'infanterie de la 36e division. Puis directeur des études de l'école supérieur de la guerre.
1920 : général de brigade, il sert à l’École supérieure de guerre jusqu'au 22 février 1922, date à laquelle il reçoit le commandement de l'infanterie de la 36e division[pas clair].
Le 22 février 1922, il revient dans son arme d'origine avec le commandement de la brigade des chemins de fer. Le 3 mars 1925, il prend les fonctions de directeur du génie militaire, du gouvernement militaire de Paris et de commandant supérieur des troupes et services de communication. il est nommé général de division le 22 décembre 1925. Le 26 mars, il est nommé membre du comité technique du génie. Le 26 décembre 1928, il est nommé inspecteur général du génie et des fortifications et président du comité technique du génie (après de nombreuses tractations, luttes d'influences et exigences de la part des autres armes)[réf. nécessaire] de l'armée, il préside la Commission d'organisation des régions fortifiées (CORF), après le général Fillonneau, ainsi qu'à la création de la ligne Maginot et des ouvrages fortifiés des Alpes. C'est Filloneau qui l'imposait par l'intervention de Pétain.
Belhague est nommé membre du Conseil supérieur de la guerre en 1931, reconduit dans ses fonctions en 1933, précisément à L'Inspection générale et au Comité technique du Génie : il délègue alors de plus en plus ses pouvoirs aux inspecteurs généraux du génie. Le général d'armée Huré de retour de Tchécoslovaquie et qui avait aidé à la construction de la ligne tchèque est appelé à lui succéder. Le général Gamelin, alors chef d'état-major des Armées, confronté à la neutralité belge voyait d'un bon œil ce retour providentiel. 
Le 6 juillet 1936, le général Belhague est placé dans la section de réserve puis élevé à la dignité de grand-croix de la Légion d'honneur le 7 juillet, et nommé inspecteur général honoraire du génie. 
Il se consacre à la rédaction d'ouvrages, qui le disculpent des dépassements de budget, du manque de fonds, pour les autres armes, faisant retomber sur ses anciens subordonnés l'ensemble des erreurs. N'avait-il pas fait preuve d'un courage froid de calcul lors de la guerre de 1914 malgré la fatigue de ses hommes, et les pertes couteuses qui en découlaient, afin de préparer la contre-offensive ?[réf. nécessaire]
Il est rappelé à l'activité le 2 septembre 1939 et décoré de la médaille militaire le 31 décembre de la même année.

### Seconde Guerre mondiale
De septembre 1939 à janvier 1940, il préside la commission d'étude des zones fortifiées. Pendant le mois de juin 1940, il est inspecteur général des régions de l'Ouest, puis il cesse toute activité militaire. Il meurt à Neuilly-sur-Seine le 25 mai 1942.

## Décorations
- Médaille militaire (31 décembre 1939)
- Grand croix de la Légion d'honneur (7 juillet 1936)
- Croix de guerre 1914 1918 (2 citations)
- Commandeur de l'ordre de Saint-Olaf